# Damnice
Damnice (en allemand : Damitz) est une commune du district de Znojmo, dans la région de Moravie-du-Sud, en République tchèque. Sa population s'élevait à 348 habitants en 2020.

## Géographie
Damnice se trouve à 6 km au sud-est de Miroslav, à 25 km à l'est-nord-est de Znojmo, à 35 km au sud-sud-est de Brno et à 191 km au sud-est de Prague.
La commune est limitée par Suchohrdly u Miroslavi au nord, par Jiřice u Miroslavi à l'est, par Litobratřice au sud-est, par Břežany au sud, par Dolenice au sud-ouest et par Miroslav à l'ouest.

## Histoire
La première mention écrite du village date de 1353.